# N'Dongo Samba Sylla
Pour les articles homonymes, voir Ndongo et Sylla (homonymie).
N'Dongo Samba Sylla (né en 1978), est un joueur sénégalais de Scrabble et économiste.

## Biographie
Il fut le champion du monde de blitz en 2002, battant Jean-Pierre Hellebaut (deuxième) et Antonin Michel (troisième). Sylla a remporté le championnat du monde par paires avec son partenaire Arona Gaye en 2000, la première fois qu'une épreuve des championnats du monde de Scrabble francophone fut remportée par des joueurs africains. Ce fut aussi la première victoire par des joueurs hors d'Europe. En 2001, il remporte le championnat du monde de blitz et en 2007 et 2016, il remporte de nouveau le championnat du monde par paires, avec son frère Mactar Sylla. En 2008, Ndongo Sylla est classé deuxième dans le classement international alors que son frère Mactar est classé 38e[Selon qui ?].
N'Dongo Samba Sylla, est également économiste à la fondation Rosa Luxembourg et rédacteur dans des journaux. Il s'intéresse principalement aux question monétaires et à la place du franc CFA dans l'économie africaine,,.

## Prises de positions
Il a notamment écrit Le Scandale du commerce équitable en 2013.
En septembre 2018, il est l'auteur avec Fanny Pigeaud de L’arme invisible de la Françafrique, une histoire du franc CFA, aux éditions la Découverte.
En décembre 2019, il déclare que le maintien du franc CFA, encourage l’indiscipline fiscale lors d'une interview sur BBC Afrique.
En janvier 2020, N'dongo Samba Sylla et une cinquantaine d'intellectuels publient une déclaration demandant l'ouverture d'un débat « populaire et inclusif » sur la réforme du franc CFA en cours et rappelant que « la question de la monnaie est fondamentalement politique et que la réponse ne peut être principalement technique ». Le 19 janvier 2020, il déclare que la réforme du franc CFA en Afrique de l’Ouest, annoncée le 21 décembre 2019 par le président français Emmanuel Macron et son homologue ivoirien Alassane Ouattara, est loin d’être la panacée. Au-delà du symbole qui consiste à renommer « éco » la monnaie unique ouest-africaine, c’est tout un système qui doit être remis à plat, estime-t-il. les États africains devraient plutôt mettre en place des monnaies nationales souveraines.
Le 28 mai 2025, N'dongo Samba Sylla indique que la stabilité du franc CFA, est une « leurre » car elle n'est pas synonyme de bonne santé économique pour les pays utilisent cette monnaie.

## Palmarès
- Deuxième du classement mondial au 1er juillet 2007.
- Champion du monde de blitz : 2002
- Champion du monde par paires
  - Avec Arona Gaye : 2000
  - Avec Mactar Sylla : 2007, 2016